# Suimanga de Luzon
El suimanga de Luzon (Aethopyga jefferyi) és un ocell de la família dels nectarínids (Nectariniidae).

## Hàbitat i distribució
Habita boscos, clars i vegetació secundària de les terres baixes de Luzon, a les Illes Filipines.

## Taxonomia
Segons el Handbook of the Birds of the World aquesta espècie és en realitat una subespècie del suimanga d'ales d'acer (Aethopyga pulcherrima). El Congrés Ornitològic Internacional versió 11.1, 2021 els considera espècies diferents arran els treballs de Hosner et al, 2013